# (1267) Geertruida
(1267) Geertruida ist ein Asteroid des Hauptgürtels, der am 23. April 1930 vom niederländischen Astronomen Hendrik van Gent in Johannesburg entdeckt wurde. 
Der Name des Asteroiden ist von einer Schwester von G. Pels, einem Rechenassistenten der Leidener Sternwarte, abgeleitet.